# Octopus kagoshimensis
Octopus kagoshimensis är en bläckfiskart som beskrevs av Ortmann 1888. Octopus kagoshimensis ingår i släktet Octopus och familjen Octopodidae. Inga underarter finns listade i Catalogue of Life.